# Происхождение вида
«Происхождение вида» — советский сатирический рисованный мультфильм 1966 года, снятый на студии «Союзмультфильм». Режиссёрский дебют Ефима Гамбурга.

## Сюжет
О том, как безделье превращает человека обратно в обезьяну.

## Съёмочная группа
| Автор сценария             | Лазарь Лагин |
| Режиссёр                   | Ефим Гамбург |
| Художник-постановщик       | Натан Лернер |
| Оператор                   | Михаил Друян |
| Звукооператор              | Георгий Мартынюк |
| Текст от автора читает:    | Алексей Грибов |
| Роли озвучивали:           | - Анатолий Папанов — Первый человек - Александр Граве — учёный - Юрий Хржановский — звуковое оформление                       |
| Художники-мультипликаторы: | Иосиф Куроян, Эльвира Маслова, Владимир Пекарь, Владимир Попов, Галина Баринова, Иван Давыдов, Ольга Орлова, Светлана Сичкарь |
| Ассистент режиссёра        | Наталья Палаткина |
| Монтажёр                   | Изабелла Герасимова |
| Редактор                   | Александр Тимофеевский |
| Директор картины           | Фёдор Иванов |